# New Daughters of Africa
New Daughters of Africa: An international anthology of writing by women of African descent est une anthologie de textes écrits par des auteures d'origines africaines parue en 2019. Il fait suite à Daughters of Africa , anthologie parue en 1992,.

## Histoire
En décembre 2017, il a été annoncé qu'un volume complémentaire, intitulé  avait été commandé à Margaret Busby par Myriad Editions (en). Publié en 2019, New Daughters of Africa présente deux cents autres écrivains : « Le nouveau volume développe et renforce les affirmations de son prédécesseur. Tout en incluant des textes du XIXe siècle à nos jours, le livre se concentre principalement sur les écrivains qui ont atteint la majorité dans les décennies qui ont suivi la publication de Daughters of Africa ».

## Auteures
Parmi les contributrices de New Daughters of Africa figurent : Afua Hirsch, Aminatta Forna, Amma Asante, Andrea Levy, Andrea Stuart, Ayesha Harruna Attah, Ayòbámi Adébáyò, Bernardine Evaristo, Bonnie Greer (en), Candice Carty-Williams, Chibundu Onuzo, Chimamanda Ngozi Adichie, Claudia Rankine, Danielle Legros Georges (en), Delia Jarrett-Macauley (en), Diana Evans, Edwidge Danticat, Elizabeth Keckley, Esi Edugyan, Florida Ruffin Ridley (en), Imbolo Mbue, Jay Bernard (en), Jesmyn Ward, Josephine St. Pierre Ruffin, Malorie Blackman, Margo Jefferson, Nadifa Mohamed, Nana Asma’u, Nawal El Saadawi, Nnedi Okorafor, Panashe Chigumadzi, Patience Agbabi, Phillippa Yaa de Villiers (en), Rebecca Walker, Reni Eddo-Lodge, Roxane Gay, Sarah Parker Remond, Sefi Atta, Simi Bedford, Taiye Selasi, Tanella Boni, Verna Wilkins (en), Warsan Shire, Yaba Badoe, Yewande Omotoso (en), Yrsa Daley-Ward, Zadie Smith, Zoe Adjonyoh (en), Olúmìdé Pópóọlá, Ketty Nivyabandi, Camille Dungy (en), Meri Nana-Ama Danquah (en) et d'autres encore,,,,.  
Il a été lancé à Londres au Southbank Centre le 9 mars 2019 au Women of the World Festival (en),.

## Réception
La recension de l'Irish Times, décrivant New Daughters of Africa comme une « collection vaste et nuancée », note qu'elle est « classée par ordre de décennies de naissance des femmes, rappel chronologique que les femmes africaines créent de l'art depuis de nombreux siècles; les plus jeunes incluses sont encore dans la vingtaine. ... une richesse de travail nécessaire - un ajout bienvenu à n'importe quelle étagère de livres et une éducation obligatoire pour quiconque ne connaît pas les innombrables femmes, essayistes, poètes et conférencières africaines douées qui devraient influencer notre façon de voir le monde ». Imani Perry (en) écrit dans le Financial Times : « Les anthologies peuvent se lire comme de simples assortiments ou collections. Mais leur fonction, en particulier lorsqu'elle est bien composée - comme c'est le cas avec ce livre - peut être beaucoup plus délibérée. Le choix de Busby d'organiser les écrivains par génération, plutôt que par région ou date de publication, a un effet puissant. Du XVIIIe siècle à nos jours, la localisation des femmes noires au-delà des frontières - mais toujours dans le vent des ordres politiques, économiques et sociaux - émerge. Les questions de liberté, d'autonomie, de famille, de race et de transformation sociale se posent par vagues générationnelles. Ainsi, avec plus de 200 contributrices, cette anthologie est aussi une histoire sociale et culturelle du monde. ». 
New Daughters of Africa a été sélectionné pour un NAACP Image Award en 2020 dans la catégorie des œuvres littéraires exceptionnelles,.

## Margaret Busby New Daughters of Africa Award
En lien avec la nouvelle anthologie, le Margaret Busby New Daughters of Africa Award a été annoncé par l'éditeur, en partenariat avec la School of Oriental and African Studies (SOAS), de l'université de Londres, qui bénéficiera à une étudiante africaine,,.
La première lauréate et bénéficiaire en est Idza Luhumyo en 2020.